# Spekkoek

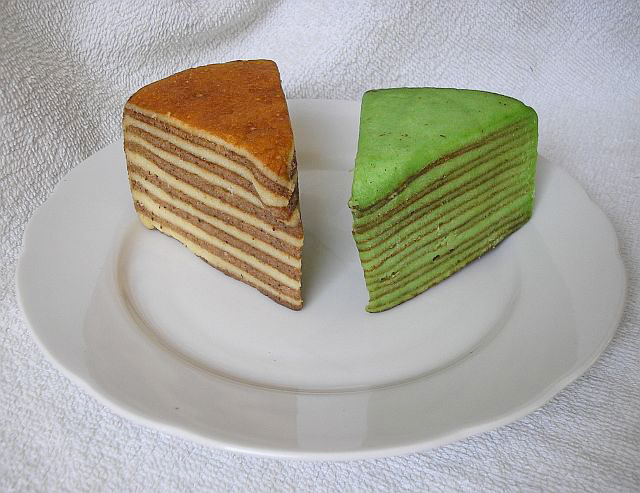
Spekkoek nature et avec pandanus.

Spekkoek (aussi nommé lapis legit en Indonésie) est un gâteau néerlando-indonésien. La recette en a été développée durant la période de colonisation hollandaise de l'Indonésie. Il pourrait être lié à des recettes européennes confectionnées avec des ingrédients locaux. On peut par exemple le rapprocher des spéculoos occidentaux ou du kek lapis asiatique, avec toutefois la différence que le poivre noir y est remplacé par de l'anis et du macis.
Le nom de la préparation signifie « gâteau-lard » et est inspiré par la structure, constituée de couches bicolores et rappelant celle du lard. Ce résultat est obtenu par l'usage de deux pâtes de couleurs différentes (l'une parfumée au moyen d'épices, l'autre non) superposées alternativement. Ceci fait de la production du spekkoek un processus long et complexe. Le produit obtenu est donc relativement onéreux.
En Indonésie, ce dessert est fréquemment servi lors de fêtes, telles que Noël ou l'Aïd el-Fitr. Aux Pays-Bas, il est également un dessert accompagnant couramment le rijsttafel. Cette pâtisserie se distingue par une texture ferme, semblable à celle d'un gâteau à la broche. Sa préparation requiert un temps considérable du fait que chaque couche est produite par l'ajout d'une couche de pâte, laquelle est ensuite cuite sous un gril avant l'ajout du niveau suivant.

## Liens
- Un exemple de recette